# Yang Roy-sung
Yang Roy-sung (21 aprile 1973) è uno schermidore sudcoreano, specializzato nella spada. Ha vinto una medaglia di bronzo ai Campionati mondiali di scherma.